# Eriocaulon longipedunculatum
Eriocaulon longipedunculatum är en gräsväxtart som beskrevs av Paul Lecomte. Eriocaulon longipedunculatum ingår i släktet Eriocaulon och familjen Eriocaulaceae.
Artens utbredningsområde är Nya Kaledonien. Inga underarter finns listade i Catalogue of Life.